# Resolutie 2354 Veiligheidsraad Verenigde Naties
Resolutie 2354 van de Veiligheidsraad van de Verenigde Naties werd unaniem door de VN-Veiligheidsraad aangenomen op 24 mei 2017. De resolutie legde de landen nieuwe richtlijnen voor om de retoriek die terroristen van Islamitische Staat (IS) en Al Qaida hanteerden om aan te zetten tot terreurdaden tegen te gaan.

## Standpunten
De vertegenwoordiger van Egypte benadrukte het belang van ingaan tegen de retoriek van terroristen in de strijd tegen terrorisme; vooral waar die de jeugd mobiliseerde en "zelfopoffering" rechtvaardigde. Er werd niet "weer een document aangenomen dat op de hoop zou belanden"; er stonden concrete aanbevelingen in. Een paar landen bleven terrorisme steunen. De Veiligheidsraad moest duidelijk maken dat terroristen "stof waren in de ogen van de mensheid", geen godsdienst vertegenwoordigden en gedoemd waren te verdwijnen.
De Zweedse vertegenwoordiger zei dat meer onderzoek nodig was om te zien welke strategieën resultaat opleverden. Volgens de vertegenwoordiger van Kazachstan, een land met een moslimmeerderheid, zou tegenretoriek gericht aan kwetsbare (minderheids)groepen leiden tot deradicalisering en terugkeer in de maatschappij.
De vertegenwoordiger van Rusland zei dat de richtlijnen de principes van het Handvest van de Verenigde Naties benadrukten, waaronder de ontoelaatbaarheid van inmenging in interne aangelegenheden van landen. Schendingen van dat principe speelden terroristen in de kaart.

## Inhoud
Terrorisme kon enkel effectief worden bestreden als alle landen en internationale organisaties samenwerkten om terroristen tegen te houden, te isoleren en uit te schakelen. Landen moesten de oorzaken van gewelddadig extremisme aanpakken. In dat verband werd verwezen naar resolutie 2178 uit 2014. Van belang was wel dat de genomen maatregelen in overeenstemming waren met de mensenrechten, het vluchtelingenrecht en het humanitair recht.
Het aanzetten tot en het rechtvaardigen of verheerlijken van terrorisme werd sterk veroordeeld. De media, civiele en religieuze gemeenschappen, de zakenwereld en onderwijsinstellingen speelden een belangrijke rol in het promoten van tolerantie en het creëren van een sfeer waarin terrorisme niet kan gedijen. Terroristen interpreteren godsdienst op een verkeerde manier om geweld te rechtvaardigen en steun te vergaren, in het bijzonder via het internet en sociale media.
Het Antiterrorismecomité (CTC) had op vraag van de Veiligheidsraad een document getiteld "Uitgebreid internationaal raamwerk tegen terroristische retoriek" opgesteld, met richtlijnen om de manier waarop IS en Al Qaida mensen aanmoedigden, motiveerden en rekruteerden om terreurdaden te plegen tegen te gaan. Het CTC kreeg de opdracht internationale samenwerking om deze richtlijnen uit te voeren te faciliteren, en de uitvoering van de richtlijnen ook op te volgen.
Lijst ·  2337 ·  2338 ·  2339 ·  2340 ·  2341 ·  2342 ·  2343 ·  2344 ·  2345 ·  2346 ·  2347 ·  2348 ·  2349 ·  2350 ·  2351 ·  2352 ·  2353 ·  2354 ·  2355 ·  2356 ·  2357 ·  2358 ·  2359 ·  2360 ·  2361 ·  2362 ·  2363 ·  2364 ·  2365 ·  2366 ·  2367 ·  2368 ·  2369 ·  2370 ·  2371 ·  2372 ·  2373 ·  2374 ·  2375 ·  2376 ·  2377 ·  2378 ·  2379 ·  2380 ·  2381 ·  2382 ·  2383 ·  2384 ·  2385 ·  2386 ·  2387 ·  2388 ·  2389 ·  2390 ·  2391 ·  2392 ·  2393 ·  2394 ·  2395 ·  2396 ·  2397